# یوهان سودربری
یوهان سودربری (سوئدی: Johan Söderberg؛ زادهٔ ۱۴ نوامبر ۱۹۶۲) کارگردان فیلم، فیلم‌نامه‌نویس، موسیقی‌دان و تدوین‌گر اهل سوئد است.
از فیلم‌هایی که وی در آن‌ها نقش داشته‌است، می‌توان به سیاره و متروپیا اشاره نمود.